# Траут, Ганс фон
Ганс фон Траут (нем. Hans von Traut; 25 января 1895 года, Сааргемюнд — 9 декабря 1974 года, Дармштадт) — генерал-лейтенант вермахта, в годы Второй мировой войны командовавший несколькими дивизиями; кавалер Рыцарского креста Железного креста с дубовыми ветвями (1942).

## Биография
Участник Первой мировой войны, отмечен Железными крестами обоих классов и нагрудным знаком «За ранение» в чёрном. Служил в рейхсвере после войны во 2-м (прусском) пехотном полку. 1 августа 1938 года произведён в подполковники вермахта. На фронте с сентября 1939 года, участник Польской кампании в составе 20-й (моторизованной) пехотной дивизии как командир батальона 90-го пехотного полка, награждён пряжками к Железному кресту. В мае 1940 года командовал 1-м батальоном 90-го (моторизованного) пехотного полка 20-й пехотной дивизии во время боёв во Франции. 5 августа награждён рыцарским крестом Железного креста. 1 сентября 1940 года произведён в полковники, 17 октября назначен командиром 41-го пехотного полка.
В июне 1941 года фон Траут находился в распоряжении 10-й пехотной дивизии, в составе которой участвовал во вторжении в СССР. 23 января 1942 года награждён Дубовыми листьями к Рыцарскому кресту Железного креста. 1 апреля произведён в генерал-майоры, 15 апреля на короткое время возглавил 10-ю. дивизию и уже через 10 дней стал командиром 263-й пехотной дивизии. С 1 января 1943 года — генерал-лейтенант вермахта, с 8 апреля командир 78-й пехотной дивизии в составе группы армий «Центр». В июле 1943 года в составе 9-й армии и 23-го армейского корпуса участвовал в операции «Цитадель», после провала операции держал оборону на линии Смоленск—Брянск—Ельня.
23 июня 1944 года под Оршей войска фон Траута ввязались в бой против наступавших войск 2-го Белорусского фронта. Вверенная ему в командование 78-я дивизия должна была отступить из-под Брюховского в Дубровку, перейдя реку Друть. 24 июня во время сражения за деревню Шалашино (Оршанский район Витебской области) против сил 77-го гвардейского стрелкового полка 26-й гвардейской стрелковой дивизии войска фон Траута взяли в плен гвардии рядового Юрия Смирнова. Согласно показаниям Ганса фон Траута, данным уже после войны, Смирнова пытали в течение суток, пытаясь выяснить направление продвижения советских войск. Ничего не добившись, немцы жестоко убили Смирнова, однако к тому моменту потеряли контроль над шоссе Минск — Москва, лишились поддержки 256-й пехотной дивизии и в итоге не успели удержать магистраль Орша — Минск. С 3 по 11 июля 1944 года 78-я пехотная дивизия с остатками 4-й армии вермахта пыталась вырваться из котла под Червенем и соединиться с остатками группы армий «Центр» к востоку от Минска. Сам фон Траут ещё 6 июля попал в советский плен.
В 1947 году фон Траут был осуждён как военный преступник и приговорён к 25 годам лишения свободы. В 1955 году он был освобождён и вернулся в Германию.

## Награды
- Железный крест (Германская империя)
  - 2-го класса (21 октября 1914)[4][1]
  - 1-го класса (17 января 1917)[4][1]
- Нагрудный знак «За ранение» в чёрном (1918)[5]
- Пряжка к Железному кресту (Третий рейх)
  - 2-го класса (20 сентября 1939)[4]
  - 1-го класса (4 октября 1939)[4]
- Рыцарский крест Железного креста (5 августа 1940, подполковник, командир 1-го батальона 90-го пехотного полка)[6][1]
  - Дубовые листья к Рыцарскому кресту Железного креста (23 января 1942, полковник, командир 41-го пехотного полка и командир 10-й пехотной дивизии)[7]
- Немецкий крест в золоте (15 декабря 1943, генерал-лейтенант, командир 78-й штурмовой дивизии)[8][1]